# The Road Not Taken

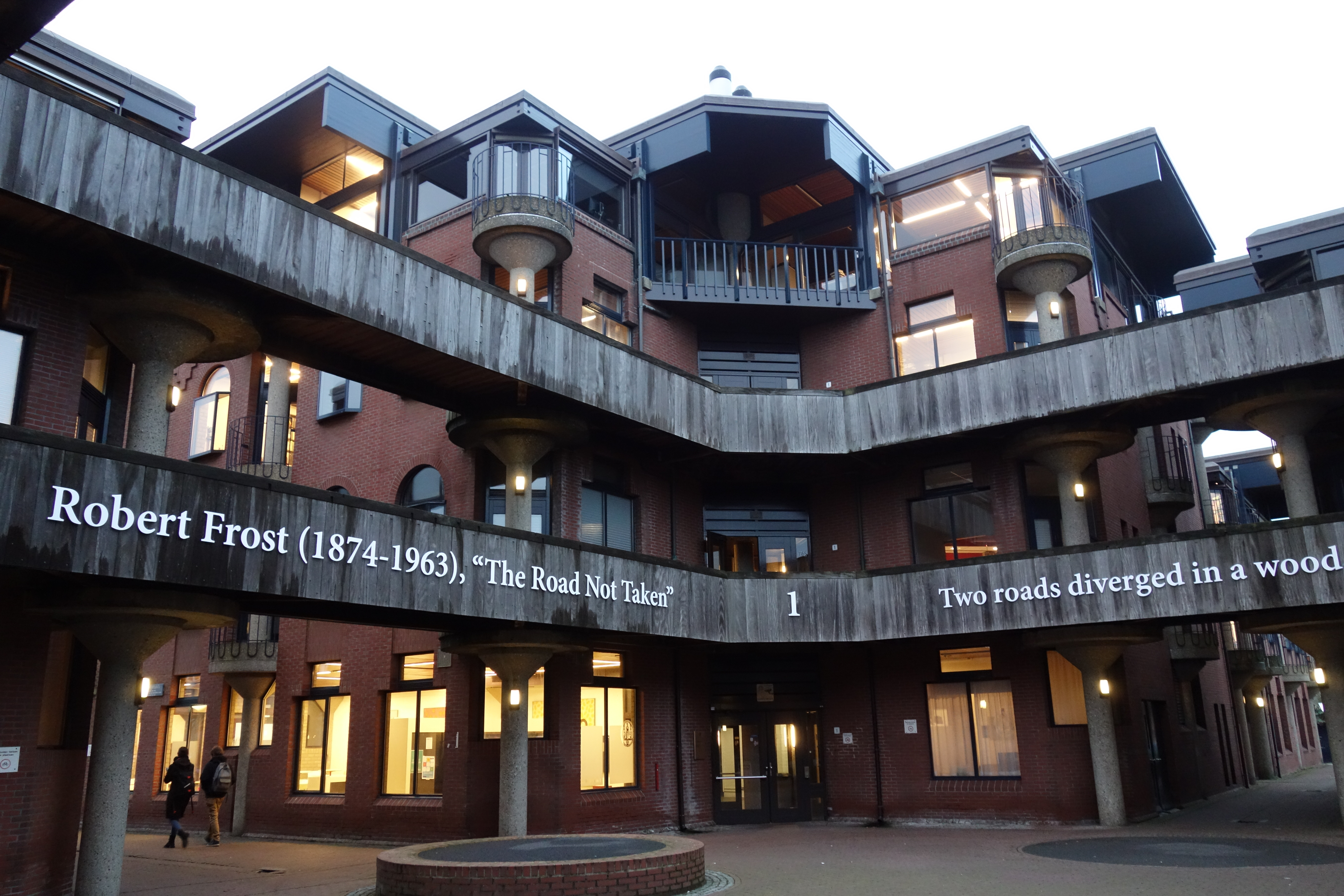
Le premier vers du poème orne une façade de la faculté de lettres de l'université de Leyde, aux Pays-Bas.

The Road Not Taken (« Le Chemin qu'on ne prend pas ») est un poème narratif du poète américain Robert Frost, publié en 1915 et intégré dans son recueil Mountain Interval l'année suivante. Il s'agit d'un des poèmes de Frost les plus célèbres.

## Historique
The Road Not Taken est un poème narratif publié pour la première fois dans le numéro d'août 1915 du magazine américain The Atlantic Monthly .
De 1912 à 1915, Frost se promène souvent avec son ami le poète britannique Edward Thomas. Ce dernier regrette souvent leur choix lorsqu'ils arrivent à des croisements, se disant que l'autre chemin aurait pu être plus beau. Après son retour aux États-Unis en 1915, Frost lui envoie une copie en avant-première de The Road Not Taken, que Thomas prend très sérieusement. Ce poème pourrait l'avoir convaincu de s'enrôler dans l'armée après le déclenchement de la Première Guerre mondiale. Il trouve la mort en 1917 pendant la bataille d'Arras.

## Analyse

### Structure
The Road Not Taken a un rythme variable, similaire à celui d'une conversation ou de pensées spontanées. Un seul vers est strictement composé d'iambes, et symbolise le fait d'accepter une certaine réalité. Le vers final a un rythme très différent du reste du poème, prenant le lectorat par surprise.

### Signification
Le poème est souvent mal interprété, vu comme un poème soutenant le fait de « choisir son propre chemin », alors qu'il a plutôt tendance à critiquer l'idée. Frost lui-même écrit le poème comme une blague pour son ami Edward Thomas. L'idée est plutôt que quel que soit le chemin emprunté, on manquera quelque chose de beau de l'autre côté. Le soupir de la dernière strophe peut être un soupir de regret ou de satisfaction.  Lawrance Thompson (en), biographe de Frost, note que Frost lui-même prévient, avant la lecture du poème en public, qu'il « faut faire attention à celui-ci, il est trompeur, très trompeur », ce qui pourrait illustrer son ironie,. Il affirme également que le poème est basé sur Edward Thomas et ajoute que ce dernier est « une personne qui pourrait prendre n'importe quel chemin et se désolerait toujours de ne pas avoir pris l'autre ».

## Texte
« The Road Not Taken

Two roads diverged in a yellow wood,

And sorry I could not travel both,

And be one traveller, long I stood

And looked down one as far as I could

To where it bent in the undergrowth.
Then took the other, as just as fair,

And having perhaps the better claim,

Because it was grassy and wanted wear,

Though as for that the passing there

Had worn them really about the same,
And both that morning equally lay

In leaves no step had trodden black.

Oh, I kept the first for another day!

Yet knowing how way leads on to way,

I doubted if I should ever come back.
I shall be telling this with a sigh,

Somewhere ages and ages hence:

Two roads diverged in a wood, and I,

I took the one less travelled by,

And that has made all the difference. »
« Le chemin qu’on ne prend pas
Deux chemins se séparaient dans un bois doré ;

Regrettant de ne pouvoir tous deux les emprunter,

Et d’être seul à voyager, je restais là

Et j’en suivis un aussi loin que possible du regard

Jusqu’à sa courbe du sous-bois.
Puis je pris l’autre, juste comme ça,

Offrant peut-être l’avantage

D’une herbe qui demandait qu’on la foulât,

Et bien qu’en cet endroit, mon passage

Les eût vraiment laissés à leur semblable état,
Et les deux s’étiraient pareillement ce matin

Sous des feuilles qu’aucun pas n’avait noircies.

Ah, je gardais l’autre pour un jour prochain !

Mais sachant comment nous emmène un chemin,

Je doutais de jamais pouvoir revenir.
Je conterai ceci dans la paix,

Quelque part, d’ici quelque temps :

Deux chemins s'offraient à moi, et là,

J’ai suivi celui qu'on ne prenait pas,

Et j'ai compris toute la différence. »

## Postérité
Dans le film Le Cercle des poètes disparus de Peter Weir, le professeur John Keating (Robin Williams) cite à ses élèves des vers de ce poème afin d'illustrer le péril du conformisme et la difficulté de préserver ses convictions. Il pourrait s'agir d'une mésinterprétation (Voir Signification).
Dans la série Orange Is the New Black, un épisode met en avant la signification incomprise du poème.
Dans son roman de science-fiction Boule de foudre, l'écrivain chinois Liu Cixin utilise la fin du poème de manière récurrente, faisant écho au choix des personnages de s'aventurer sur des chemins peu communs, tant dans leurs recherches scientifiques que dans leurs parcours de vie.